# Убийство Скайлар Нис
Убийство Скайлар Нис — преступление, совершённое в Уэйн Тауншип, штат Пенсильвания, США. 5 июля 2012 года американка Скайлар Нис (англ. Skylar Neese) пропала из своего дома. В январе 2013 года её тело было найдено в городе Уэйн Тауншип.

## Предыстория

### Скайлар Нис
Скайлар Аннетт Нис (англ. Skylar Annette Neese) родилась 10 февраля 1996 года в Моргантауне в семье Дэвида и Мэри Нис. Нис училась в начальную школу в Чит-Лейк, располагающемся около Моргантауна. Она была единственным ребенком в семье. Её описывали как умной, сострадательной, упрямой и жизнерадостной девочкой.

### Шелия Эдди
Шелия Эдди (англ. Shelia Eddy) родилась 29 сентября 1995 года в семье Грега и Тары Эдди. Эдди была единственным ребенком в семье. Вскоре её родители развелись. Она проживала в Блэксвилле, который находится в 32 км от Моргантауна.

### Рэйчел Шоаф
Рэйчел Шоаф (англ. Rachel Shoaf) родилась 10 июня 1996 года в семье Патрисии и Расти Шоаф. Как и родители Эдди, родители Шоаф также развелись.

## Исчезновение
5 июля 2012 года Нис вернулась домой в Стар Ситипосле смены в Wendy's. Видео наблюдения её жилого комплекса показало, что 6 июля в 00:30 Нис вылезла через окно своей спальни и села в седан, в котором находились Рэйчел Шоаф и Шелия Эдди. Отец Нис сказал, что она не взяла с собой зарядное устройство для телефона, её окно было оставлено открытым и что она планировала вернуться домой.

## В популярной культуре
- «Клика смерти» (англ. Death Clique) — американский телевизионный фильм канала Lifetime, посвященный данному делу[5].